# Старотибетский язык
Старотибетский язык — язык, существовавший с середины VII века до IX века.
В 816 году н. э., во время правления Садналегов, литературный тибетский язык претерпел основательную реформу, направленную на стандартизацию языка и лексики переводов, выполняемых с индийских текстов. Это привело к появлению языка, которого мы теперь называем классическим тибетским языком.